# Manhattan (Nevada)
Manhattan é uma pequena cidade no condado de Nye, estado de Nevada, nos Estados Unidos.
Manhattan fica localizada junto da State Route 377, a cerca de 80 quilómetros a norte de Tonopah, a capital do condado.

## História
Manhattan foi fundada em 1867, devido à exploração mineira de prata e, mais tarde a cidade teve um enorme crescimento demográfico em 1905 devido à descoberta de ouro, nessa época "4000 pessoas inundaram esta região". The Nye and Ormsby County Bank,a única estrutura em pedra construída na cidade, foi erigida em 1906, mas a cidade sofreu um declínio a seguir ao Sismo de São Francisco de 1906 e ao Pânico financeiro de 1907

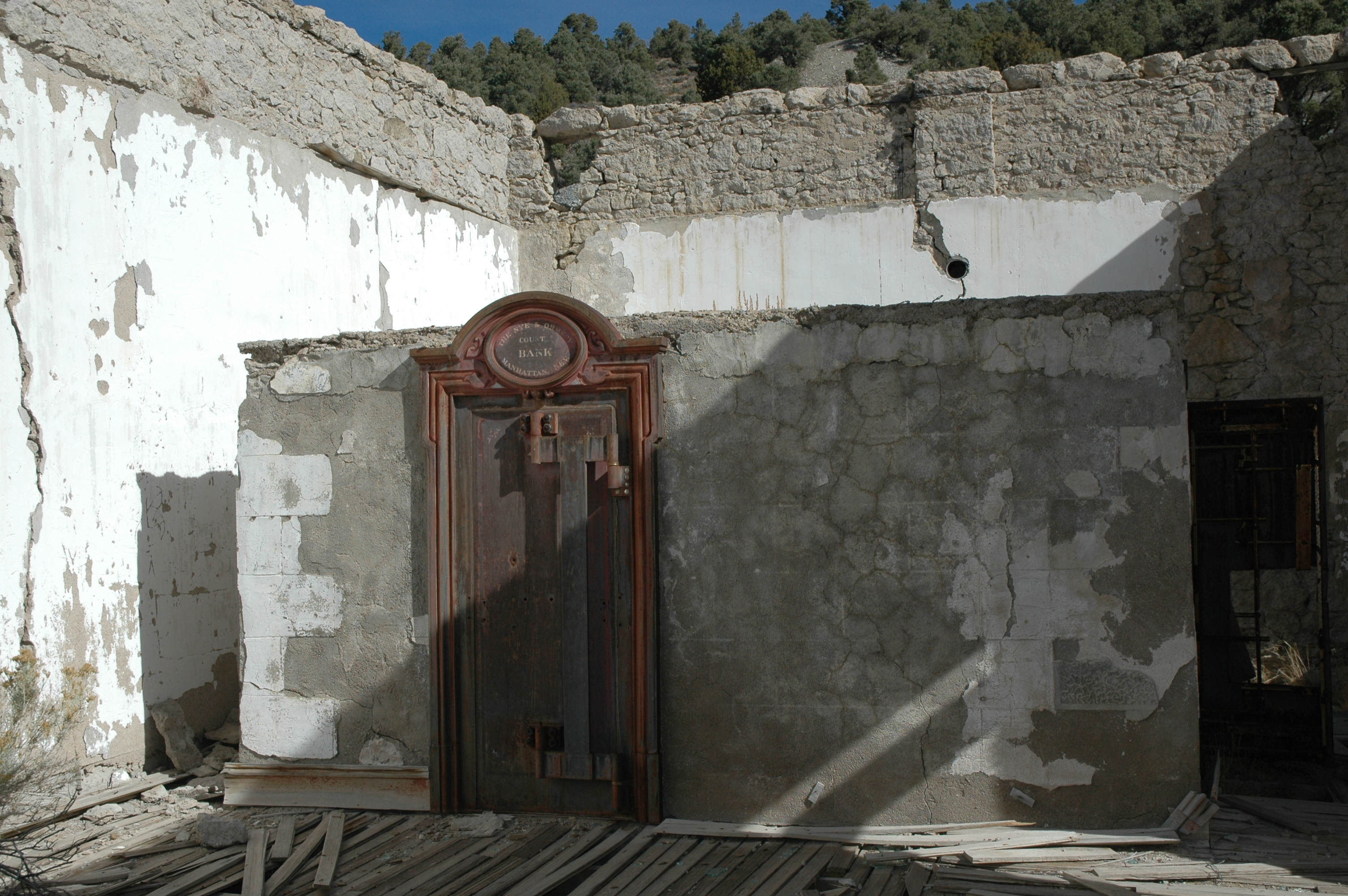
Ruinas do Banco Nye & Ormsby County Bank

O banco foi forçado a encerrar, todavia a cidade sofreu um novo boom em 1909, devido à reabertura da atividade mineira que continuou aos finais da década de 1940  Novas atividades mineiras tiveram lugar nas décadas de 1970 e 1990.

## Na atualidade

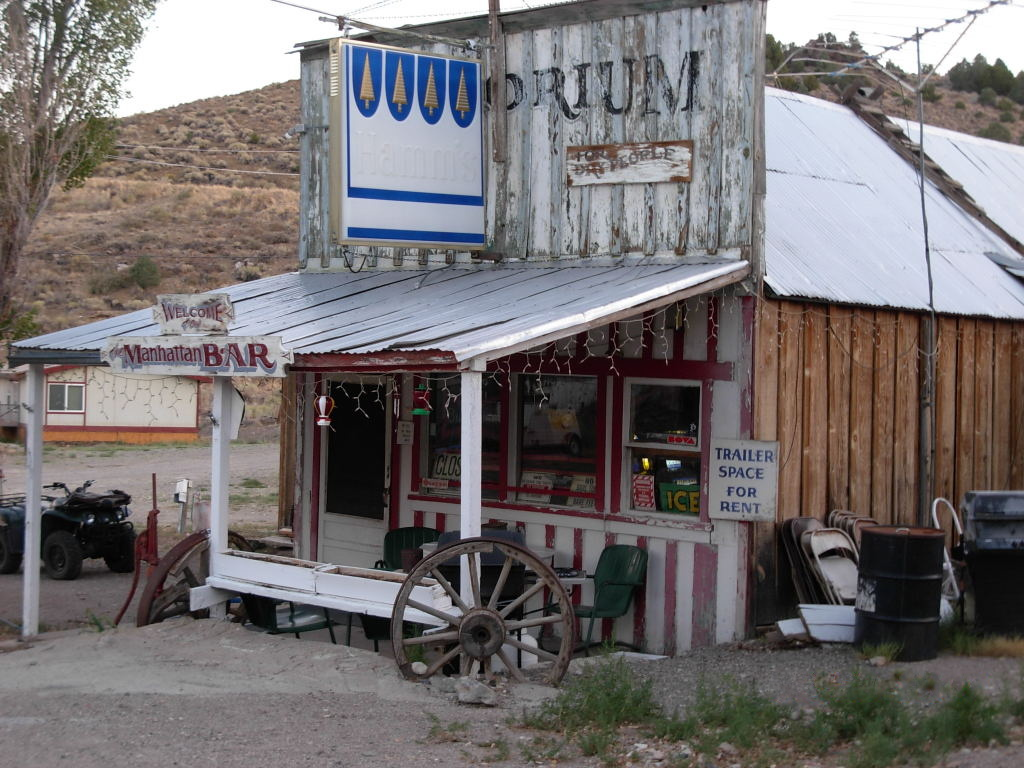
Bar Mahattan

Em 2005, a população de Manhattan era de 124 habitantes .
Em Manhattan existem dois bares, The Miner's Saloon e o Manhattan Bar and Motel.